# 1815 au théâtre
| Années du théâtre : 1812 - 1813 - 1814 - 1815 - 1816 - 1817 - 1818    |
| Décennies du théâtre : 1780 - 1790 - 1800 - 1810 - 1820 - 1830 - 1840 |

## Pièces de théâtre représentées
- 18 novembre : la Marquise de Gange ou les Trois Frères, mélodrame de Boirie et Léopold Chandezon, au Théâtre de la Gaîté ;
- Une Nuit de la Garde nationale, vaudeville en un acte d'Eugène Scribe et Charles-Gaspard Delestre-Poirson[1], création au  théâtre du Vaudeville, 4 novembre[2].
- Pierre et Paul, ou Une journée de Pierre le Grand, comédie en trois actes de Lamartelière, au théâtre de l'Odéon.

## Naissances
- 6 mai : Eugène Labiche

## Décès
- 15 janvier : Marie-Antoinette-Joseph Saucerotte dite Mademoiselle Raucourt, actrice française, sociétaire de la Comédie-Française, née le 3 mars 1756.
- janvier : Pierre-Nicolas André dit de Murville, poète et dramaturge français, né en 1754.